# نهر غليوين
نهر غليوين أو غليون هو أحد أنهار العراق القصيرة و أحد فروع الفرات في الناصرية مركز محافظة ذي قار جنوب العراق الواقع في أراضي عشائر آلشدود الطائية .
وهو أحد ذنائب نهر الفرات التي يتفرّع إليها الفرات إلى عده أنهار، مثل (نهر السفحة والمحشية، ونهر أبو شعثه، ونهر كرمة بني سعيد) عند مدينة سوق الشيوخ في الناصرية، لتصب في هور الحمّار، ولا تصل إلى الهور إلّا خلال موسم الفيضان في موسم الشتاء والربيع، أمّا بعد انتهاء موسم الفيضان أو ما يعرف محلياً بالصهيود، فإن تدفق المياه إلى الهور يتوقف عند نواظم هذه الذنائب والقنوات. وبقربه حدثت المعركة التي عرفت باسمه معركة غليوين سنة 1228 ه‍/ 1813 م، والتي قتل فيها والي بغداد عبد الله باشا التوتونجي.